# Consoante implosiva
Uma consoante implosiva ou simplesmente implosiva é uma consoante oclusiva que, em sua pronúncia, a corrente de ar é controlada movendo o glote para baixo e expelindo o ar dos pulmões.   Exemplos de consoantes implosivas são: /ɓ/ /ɠ/ /ʛ/
Em IPA (International Phonetic Alphabet), as implosivas são indicadas modificando a parte superior de uma letra de oclusiva sonora com um gancho voltado para a direita:  ɓ ɗ ʄ ɠ ʛ.

## Articulação
Durante a oclusão da consoante, puxa-se a glote para baixo rarefazendo o ar no trato vocal. Assi, a oclusiva é liberada. Nas línguas cujos implosivas são particularmente salientes, isso pode resultar na entrada de ar na boca antes que ela flua novamente com a próxima vogal. tomar bruscamente dessa maneira é implodir um som.
No entanto, provavelmente mais tipicamente, não haveria movimento de ar, o que contrasta com a explosão das plosivas pulmonares. Esse é o caso de muitas das línguas kru, por exemplo. Isso significa que as implosivas são foneticamente sonorantes (não obstruentes), pois o conceito de sonorante é claramente definido. No entanto, as implosivas podem ter fonologicamente ambos padrões; isso é, podem ser fonologicamente sonorantes ou obstruentes, dependendo do idioma.
George N. Clements (2002) na verdade propõe que as implosivas não são fonologicamente obstrutivos nem sonorantes.
A grande maioria das consoantes implosivas é sonora, assim a glote está apenas parcialmente fechada. Como o fluxo de ar necessário para expressar a voz reduz o vácuo que está sendo criado na boca, as implosivos são mais fáceis de fazer numa grande cavidade oral.
Bilabial  [ɓ] é, portanto, a mais implosivo mais fácil de pronunciar e, assim, a mais comum em todo o mundo. Velar  [ɠ], por outro lado, é bastante rara (a uvular  [ʛ] é ainda mais rara). Esse é o padrão oposto ao da consoante ejetiva, na qual a articulação velar é mais comum e a articulação bilabial que é rara.

## Tipos
Implosivas são, na maioria das vezes, oclusivas sonoras, às vezes sonoras. Há presença individual de sonorantes glotalizadas (nasais, vibrantes, laterais, etc.) também podem ser pronunciados com a diminuição da glote por parte de alguns indivíduos, ocasionalmente na medida em que são visivelmente implosivos, mas não é conhecido nenhum idioma em que implosão seja uma característica geral de tais sons. 

## Implosivas registradas
- implosiva bilabial sonora  [ɓ]
- implosiva dental sonora  [ɗ̪]
- implosiva alveolar sonora  [ɗ]
- implosiva retroflexa sonora  [ᶑ] (letra não aprovada explicitamente pelo IPA)
- implosiva palatal sonora  [ʄ]
- implosiva velar sonora  [ɠ]
- implosiva labial sonora  [ɠɓ]
- implosiva uvular sonora  [ʛ]

Não há símbolos IPA para implosivas fricativas implosivas. Essas são desconhecidas e implosivas africadas são improváveis. Algumas poucas africadas foram relatadas (como  [ɗʒ] em Roglai e em Komo; alones de  [ɗz] e  [ɗɮ] em  Gitxsan), porém, mais investigações podem defini-las de modo diferente.

### Implosivas surdas
Essas consoantes são chamadas de "implosivas surdas", "implosivas com fechamento glótico," ou "ejetivas reversas" que envolvem um mecanismo de corrente de ar ligeiramente diferente, ingressivo puramente glótico. A glote é fechada para que não seja possível a corrente pulmonar de ar. IPA uma vez dedicou símbolos ƥ ƭ ƈ ƙ ʠ a esses sons, mas foram retirados em 1993. Agora, são transcritas ɓ̥ ɗ̥ ʄ̊ ʛ̥ ou ocasionalmente p'↓ t' ↓ c '↓ k' . Alguns autores usam um ponteiro esquerdo sobrescrito,  p˂t˂ c˂ k˂, mas esse não é um símbolo IPA e tem outros usos.
- implosiva bilabial surda  [ɓ̥]
- implosiva alveolar surda  [ɗ̥]
- implosiva retroflexa surda  [ᶑ̥]
- implosiva palatal surda  [ʄ̥]
- implosiva velar surda  [ɠ̊] (parafonêmico em inglês)
- implosiva uvular surda  [ʛ̥]
- implosiva labial-velar surda  [ɠ̊ɓ̥] (em Ibo cf. Floyd 1981)

|          | Bilabial | Linguo labial | Dental | Alveolar | Labio-alveolar | Retroflexa                  | Palatal | Velar | Labio-velar | Uvular |
| -------- | -------- | ------------- | ------ | -------- | -------------- | --------------------------- | ------- | ----- | ----------- | ------ |
| Oclusiva | ɓ ƥ      |               | ɗ̪ ƭ̪    | ɗ ƭ      | [ 7 ]          | implosiva retroflexa sonora | ʄ ƈ     | ɠ ƙ   | ɠ͡ɓ ƙ͜ƥ       | ʛ ʠ    |

## Ocorrência
Implosivas são comuns entre os idiomas da África Subsaariana e do Sudeste Asiático e são encontradas em alguns idiomas da Bacia Amazônica. Raramente são relatados em outros locais, mas ocorrem em idiomas dispersos, como as línguas maias América do Norte, Seraiki e Sindhi no subcontinente indiano. Parecem estar totalmente ausentes da Europa e do norte da Ásia] e da Austrália, mesmo da língua cerimonial australiana Damin, que usa todos os outros mecanismos possíveis de corrente aérea.
No entanto, as oclusivas totalmente sonoras geralmente são levemente implosivas, mas nem sempre são assim descritas explicitamente se não houver contraste com plosivas sonoras modais, como ocorre em todo o mundo, do  Maidu até o  Tailandês e asara muitos línguas bantas, incluindo o Suaíli.
As línguas Sindhi e  Seraiki têm um número incomumente grande de implosivos contrastantes, como  / ɓ ᶑ ʄ ɠ /.  Embora o Sindhi tenha uma distinção dento-refroflexa em suas plosivas, com  / b d ɖ ɟ ɡ /, o contraste é neutralizado nos implosivos. Um retroflex contrastante implosivo  / ᶑ / pode, no entanto, ocorrer em Ngad'a, um idioma falado em Flores, Indonésia.
As implosivas sem voz são bastante raras, mas são encontradas em idiomas tão variados quanto o dialeto Owere da língua ibo da Nigéria (/ƥ/ /ƭ/), a Krongo do Sudão, o dialeto uzere de Isoco, as línguas  Lendu estreitamente relacionados com  Ngiti da República Democrática do Congo, Serer do Senegal (ƥ ƭ ƈ}} /) e em alguns dialetos do língua pocomchi tem oclusivas bilabiais, / p / p / b / b / m /, e suas oclusivas alveolares são semelhantes. As consoantes dorsais [ƙ] [ʠ] não parecem ser atestadas na literatura como sons de fala, mas  / ʠ / foi reivindicado para o  Caqchiquel. Alega-se que o Lendu tem as sonoros  / ɓ̥ ɗ̥ ɠ̊ /, mas essas podem realmente ser surdas implosivs.
Alguns falantes de inglês usam um velar surda implosivo  [ƙ] para imitar o som "glug-glug" de líquido sendo derramado de uma garrafa, mas outros usam uma implosiva sonora ɠ].